# Coupe d'Afrique des nations féminine de hockey sur gazon 2022
Navigation
2017 2025
La Coupe d'Afrique des nations féminine de hockey sur gazon 2022 est la 8e édition de la Coupe d'Afrique des nations féminine de hockey sur gazon, le championnat international quadriennal de hockey sur gazon féminin d'Afrique organisé par la Fédération africaine de hockey. En février 2021, il a été annoncé que le tournoi se déroulerait parallèlement au tournoi masculin au Theodosia Okoh Hockey Stadium à Accra, au Ghana du 17 au 23 janvier 2022.
Les Sud-Africaines sont les championnes en titre, remportant l'édition 2017. Le vainqueur se qualifiera pour la Coupe du monde féminine de hockey sur gazon 2022.

## Équipes qualifiées
Les deux équipes les mieux classées dans le classement mondial se qualifient directement pour le tournoi tandis que les autres équipes doivent jouer dans les éliminatoires régionaux. Les deux meilleures équipes de chacune des qualifications régionales se qualifient pour le tournoi. Les trois régions sont l'Afrique du Nord-Est, l'Afrique du Nord-Ouest et l'Afrique centrale du Sud,.
| Événement             | Dates | Lieu | Quotas | Qualifiés                                     |
| --------------------- | ----- | ---- | ------ | --------------------------------------------- |
| Pays hôte             | NC    | NC   | 1      | Ghana                                         |
| Classement mondial    | NC    | NC   | 1      | Afrique du Sud                                |
| Compétitions annulées | NC    | NC   | 6      | Nigeria Kenya Namibie Zimbabwe Zambie Ouganda |

## Premier tour
Toutes les heures correspondent à l'Heure au Ghana, (UTC±0)

### Poule A
| Rang | Équipe         | J | V | N | D | BP | BC | Diff | Pts | Qualification |
| ---- | -------------- | - | - | - | - | -- | -- | ---- | --- | ------------- |
| 1    | Afrique du Sud | 3 | 3 | 0 | 0 | 19 | 0  | +19  | 9   | Demi-finales  |
| 2    | Zimbabwe       | 3 | 1 | 1 | 1 | 6  | 4  | +2   | 4   | Demi-finales  |
| 3    | Namibie        | 3 | 1 | 1 | 1 | 4  | 7  | -3   | 4   |               |
| 4    | Ouganda        | 3 | 0 | 0 | 3 | 0  | 18 | -18  | 0   |               |

Source: FIH
En cas d'égalité de points de plusieurs équipes à l'issue des matchs de poule, les critères suivants sont appliqués dans l'ordre indiqué pour établir leur classement:
1. Points de chaque équipe,
2. Matchs gagnés,
3. Différence de buts,
4. Buts pour,
5. Plus grand nombre de points obtenus dans les matchs de poule disputés entre les équipes concernées,
6. Buts marqués en plein jeu.

| Match 1               | (39) Namibie                              | 3 - 0   | Ouganda (76) |                                              |                                              |
| 17 janvier 2022 07h00 | Coetzee 40e · Brinkmann 42e · Myburgh 56e | (0 - 0) |              | Arbitrage : Jonelke Swanepoel Ebitimi Sampou | Arbitrage : Jonelke Swanepoel Ebitimi Sampou |
| 17 janvier 2022 07h00 | Rapport                                   |         |              | Arbitrage : Jonelke Swanepoel Ebitimi Sampou | Arbitrage : Jonelke Swanepoel Ebitimi Sampou |

| Match 3 | (16) Afrique du Sud                     | 3 - 0   | Zimbabwe (43) |                                              |                                              |
| 11h00   | Du Plessis 9e · Coston 12e · Glasby 57e | (2 - 0) |               | Arbitrage : Cynthia Clement Liana du Plessis | Arbitrage : Cynthia Clement Liana du Plessis |
| 11h00   | Rapport                                 |         |               | Arbitrage : Cynthia Clement Liana du Plessis | Arbitrage : Cynthia Clement Liana du Plessis |

| Match 8               | (46) Zimbabwe                                              | 5 - 0   | Ouganda (76) |                                             |                                             |
| 18 janvier 2022 07h00 | Elijah 28e · N. Terblanche 30e, 52e · Grant 47e · Pope 60e | (2 - 0) |              | Arbitrage : Liana du Plessis Ebitimi Sampou | Arbitrage : Liana du Plessis Ebitimi Sampou |
| 18 janvier 2022 07h00 | Rapport                                                    |         |              | Arbitrage : Liana du Plessis Ebitimi Sampou | Arbitrage : Liana du Plessis Ebitimi Sampou |

| Match 12 | (16) Afrique du Sud                                                 | 6 - 0   | Namibie (35) |                                    |                                    |
| 15h00    | Du Plessis 9e · Botha 24e · Glasby 27e, 44e · Fourie 38e · Veto 55e | (3 - 0) |              | Arbitrage : Bryn Lowe Binish Hayat | Arbitrage : Bryn Lowe Binish Hayat |
| 15h00    | Rapport                                                             |         |              | Arbitrage : Bryn Lowe Binish Hayat | Arbitrage : Bryn Lowe Binish Hayat |

| Match 17              | (38) Namibie | 1 - 1   | Zimbabwe (39) |                                            |                                            |
| 20 janvier 2022 11h00 | Myburgh 51e  | (0 - 0) | 43e Elijah    | Arbitrage : Cynthia Clement Kenneth Tamale | Arbitrage : Cynthia Clement Kenneth Tamale |
| 20 janvier 2022 11h00 | Rapport      |         |               | Arbitrage : Cynthia Clement Kenneth Tamale | Arbitrage : Cynthia Clement Kenneth Tamale |

| Match 20 | (16) Afrique du Sud                                                                               | 10 - 0  | Ouganda (77) |                                         |                                         |
| 17h00    | Glasby 6e, 46e, 47e, 56e · Fourie 9e · Du Plessis 12e, 44e · Simmons 15e · Bobbs 35e · Coston 56e | (4 - 0) |              | Arbitrage : Sandra Adell Ebitimi Sampou | Arbitrage : Sandra Adell Ebitimi Sampou |
| 17h00    | Rapport                                                                                           |         |              | Arbitrage : Sandra Adell Ebitimi Sampou | Arbitrage : Sandra Adell Ebitimi Sampou |

### Poule B
| Rang | Équipe  | J | V | N | D | BP | BC | Diff | Pts | Qualification |
| ---- | ------- | - | - | - | - | -- | -- | ---- | --- | ------------- |
| 1    | Ghana   | 3 | 2 | 1 | 0 | 11 | 2  | +9   | 7   | Demi-finales  |
| 2    | Kenya   | 3 | 2 | 0 | 1 | 5  | 6  | -1   | 6   | Demi-finales  |
| 3    | Nigeria | 3 | 1 | 1 | 1 | 5  | 5  | 0    | 4   |               |
| 4    | Zambie  | 3 | 0 | 0 | 3 | 1  | 9  | -8   | 0   |               |

Source: FIH
En cas d'égalité de points de plusieurs équipes à l'issue des matchs de poule, les critères suivants sont appliqués dans l'ordre indiqué pour établir leur classement:
1. Points de chaque équipe,
2. Matchs gagnés,
3. Différence de buts,
4. Buts pour,
5. Plus grand nombre de points obtenus dans les matchs de poule disputés entre les équipes concernées,
6. Buts marqués en plein jeu.

| Match 4               | (34) Ghana             | 2 - 2   | Nigeria (56)            |                                       |                                       |
| 17 janvier 2022 13h00 | Opoku 12e · Sarfoa 60e | (1 - 1) | 13e Njoku · 55e Johnson | Arbitrage : Sandra Adell Binish Hayat | Arbitrage : Sandra Adell Binish Hayat |
| 17 janvier 2022 13h00 | Rapport                |         |                         | Arbitrage : Sandra Adell Binish Hayat | Arbitrage : Sandra Adell Binish Hayat |

| Match 9               | (55) Nigeria         | 2 - 1   | Zambie (73) |                                            |                                            |
| 18 janvier 2022 09h00 | Uddoh 8e · Billo 56e | (1 - 1) | 28e Nakombe | Arbitrage : Cynthia Clement Kenneth Tamale | Arbitrage : Cynthia Clement Kenneth Tamale |
| 18 janvier 2022 09h00 | Rapport              |         |             | Arbitrage : Cynthia Clement Kenneth Tamale | Arbitrage : Cynthia Clement Kenneth Tamale |

| Match 10 | (34) Ghana | 5 - 0, | Kenya (40) |                                            |                                            |
| 11h00    |            |        |            | Arbitrage : Sandra Adell Jonelke Swanepoel | Arbitrage : Sandra Adell Jonelke Swanepoel |
| 11h00    | Rapport    |        |            | Arbitrage : Sandra Adell Jonelke Swanepoel | Arbitrage : Sandra Adell Jonelke Swanepoel |

| Match 2                | (51) Kenya                          | 3 - 0   | Zambie (75) |                                            |                                            |
| 19 janvier 2022, 09h00 | Opondo 11e · Mutiva 45e · Bwire 57e | (1 - 0) |             | Arbitrage : Sandra Adell Jonelke Swanepoel | Arbitrage : Sandra Adell Jonelke Swanepoel |
| 19 janvier 2022, 09h00 | Rapport                             |         |             | Arbitrage : Sandra Adell Jonelke Swanepoel | Arbitrage : Sandra Adell Jonelke Swanepoel |

| Match 16              | (41) Kenya               | 2 - 1   | Nigeria (43) |                                        |                                        |
| 20 janvier 2022 09h00 | Opondo 15e · Kemunto 54e | (1 - 1) | 11e Johnson  | Arbitrage : Liana du Plessis Bryn Lowe | Arbitrage : Liana du Plessis Bryn Lowe |
| 20 janvier 2022 09h00 | Rapport                  |         |              | Arbitrage : Liana du Plessis Bryn Lowe | Arbitrage : Liana du Plessis Bryn Lowe |

| Match 19 | (32) Ghana                              | 4 - 0   | Zambie (75) |                                               |                                               |
| 15h00    | Opoku 4e · Narkuor 10e, 39e · Berko 42e | (2 - 0) |             | Arbitrage : Jonelke Swanepoel Charity Majimbo | Arbitrage : Jonelke Swanepoel Charity Majimbo |
| 15h00    | Rapport                                 |         |             | Arbitrage : Jonelke Swanepoel Charity Majimbo | Arbitrage : Jonelke Swanepoel Charity Majimbo |

## Phase de classement
|  | De la cinquième à la huitième place | De la cinquième à la huitième place |                            |   | Cinquième et sixième place | Cinquième et sixième place |
|  | De la cinquième à la huitième place | De la cinquième à la huitième place |                            |   | Cinquième et sixième place | Cinquième et sixième place |
|  |                                     |                                     |                            |   |                            |                            |
|  |                                     |                                     |                            |   |                            |                            |
|  |                                     |                                     |                            |   |                            |                            |
|  | Namibie (39)                        | 2 (3)                               |                            |   |                            |                            |
|  | Namibie (39)                        | 2 (3)                               |                            |   |                            |                            |
|  | Zambie (75)                         | 2 (2)                               |                            |   |                            |                            |
|  | Zambie (75)                         | 2 (2)                               | Namibie (36)               | 0 |                            |                            |
|  |                                     |                                     | Namibie (36)               | 0 |                            |                            |
|  |                                     | Nigeria (45)                        | 1                          |   |                            |                            |
|  | Nigeria (55)                        | Nigeria (45)                        | 1                          | 4 |                            |                            |
|  | Nigeria (55)                        |                                     |                            | 4 |                            |                            |
|  | Ouganda (77)                        | 0                                   |                            |   |                            |                            |
|  | Ouganda (77)                        | 0                                   | Septième et huitième place |   |                            |                            |
|  |                                     |                                     |                            |   |                            |                            |
|  |                                     |                                     |                            |   |                            |                            |
|  |                                     |                                     |                            |   |                            |                            |
|  | Zambie (75)                         | 2                                   |                            |   |                            |                            |
|  | Zambie (75)                         | 2                                   |                            |   |                            |                            |
|  | Ouganda (77)                        | 1                                   |                            |   |                            |                            |
|  | Ouganda (77)                        | 1                                   |                            |   |                            |                            |

### Demi-finales pour la cinquième place
| Match 23              | (39) Namibie                                          | 2 - 2             | Zambie (75)                                     |                                       |                                       |
| 21 janvier 2022 11h15 | Semedo 19e · Louis 35e                                | (1 - 0)           | 49e Nakombe · 58e Kalomo                        | Arbitrage : Charity Majimbo Bryn Lowe | Arbitrage : Charity Majimbo Bryn Lowe |
| 21 janvier 2022 11h15 | Rapport                                               |                   |                                                 | Arbitrage : Charity Majimbo Bryn Lowe | Arbitrage : Charity Majimbo Bryn Lowe |
| 21 janvier 2022 11h15 | Myburgh · J. Van Rooyen · Semedo · Brinkmann · Kruger | Tirs au but 3 - 2 | Mambwe · Nakombe · Mudenda · Mutangama · Kalomo | Arbitrage : Charity Majimbo Bryn Lowe | Arbitrage : Charity Majimbo Bryn Lowe |

| Match 24 | (55) Nigeria                                  | 4 - 0   | Ouganda (77) |                                              |                                              |
| 13h30    | Njoku 8e · John 23e · Billo 27e · Johnson 36e | (3 - 0) |              | Arbitrage : Cynthia Clement Liana du Plessis | Arbitrage : Cynthia Clement Liana du Plessis |
| 13h30    | Rapport                                       |         |              | Arbitrage : Cynthia Clement Liana du Plessis | Arbitrage : Cynthia Clement Liana du Plessis |

### Septième et huitième place
| Match 30              | (75) Zambie    | 2 - 1   | Ouganda (77)  |                                             |                                             |
| 23 janvier 2022 07h30 | Kalomo 3e, 13e | (2 - 0) | 49e Thuwaibah | Arbitrage : Liana du Plessis Ebitimi Sampou | Arbitrage : Liana du Plessis Ebitimi Sampou |
| 23 janvier 2022 07h30 | Rapport        |         |               | Arbitrage : Liana du Plessis Ebitimi Sampou | Arbitrage : Liana du Plessis Ebitimi Sampou |

### Cinquième et sixième place
| Match 31              | (36) Namibie | 0 - 1   | Nigeria (45) |                                       |                                       |
| 23 janvier 2022 09h45 |              | (0 - 1) | 27e John     | Arbitrage : Charity Majimbo Bryn Lowe | Arbitrage : Charity Majimbo Bryn Lowe |
| 23 janvier 2022 09h45 | Rapport      |         |              | Arbitrage : Charity Majimbo Bryn Lowe | Arbitrage : Charity Majimbo Bryn Lowe |

## Tour final
|  | Demi-finales        | Demi-finales        |                        |   | Finale | Finale |
|  | Demi-finales        | Demi-finales        |                        |   | Finale | Finale |
|  |                     |                     |                        |   |        |        |
|  |                     |                     |                        |   |        |        |
|  |                     |                     |                        |   |        |        |
|  | Ghana (29)          | 2                   |                        |   |        |        |
|  | Ghana (29)          | 2                   |                        |   |        |        |
|  | Zimbabwe (40)       | 1                   |                        |   |        |        |
|  | Zimbabwe (40)       | 1                   | Ghana (29)             | 1 |        |        |
|  |                     |                     | Ghana (29)             | 1 |        |        |
|  |                     | Afrique du Sud (16) | 3                      |   |        |        |
|  | Afrique du Sud (16) | Afrique du Sud (16) | 3                      | 4 |        |        |
|  | Afrique du Sud (16) |                     |                        | 4 |        |        |
|  | Kenya (35)          | 0                   |                        |   |        |        |
|  | Kenya (35)          | 0                   | Match pour la 3e place |   |        |        |
|  |                     |                     |                        |   |        |        |
|  |                     |                     |                        |   |        |        |
|  |                     |                     |                        |   |        |        |
|  | Kenya (37)          | 0 (3)               |                        |   |        |        |
|  | Kenya (37)          | 0 (3)               |                        |   |        |        |
|  | Zimbabwe (47)       | 0 (1)               |                        |   |        |        |
|  | Zimbabwe (47)       | 0 (1)               |                        |   |        |        |

### Demi-finales
| Match 25              | (16) Afrique du Sud                        | 4 - 0   | Kenya (35) |                                         |                                         |
| 21 janvier 2022 15h45 | Bobbs 21e · Glasby 39e, 60e · Maddocks 55e | (1 - 0) |            | Arbitrage : Ebitimi Sampou Binish Hayat | Arbitrage : Ebitimi Sampou Binish Hayat |
| 21 janvier 2022 15h45 | Rapport                                    |         |            | Arbitrage : Ebitimi Sampou Binish Hayat | Arbitrage : Ebitimi Sampou Binish Hayat |

| Match 26 | (29) Ghana            | 2 - 1   | Zimbabwe (40)     |                                         |                                         |
| 18h00    | Umaru 25e · Opoku 60e | (1 - 1) | 15e A. Terblanche | Arbitrage : Sandra Adell Kenneth Tamale | Arbitrage : Sandra Adell Kenneth Tamale |
| 18h00    | Rapport               |         |                   | Arbitrage : Sandra Adell Kenneth Tamale | Arbitrage : Sandra Adell Kenneth Tamale |

### Troisième et quatrième place (Jour 7)
| Match 32              | (37) Kenya                                    | 0 - 0             | Zimbabwe (47)                     |                                            |                                            |
| 23 janvier 2022 12h00 |                                               | (0 - 0)           |                                   | Arbitrage : Cynthia Clement Kenneth Tamale | Arbitrage : Cynthia Clement Kenneth Tamale |
| 23 janvier 2022 12h00 | Rapport                                       |                   |                                   | Arbitrage : Cynthia Clement Kenneth Tamale | Arbitrage : Cynthia Clement Kenneth Tamale |
| 23 janvier 2022 12h00 | Kipsang · Makhoka · A. Owiti · Kuira · Chebet | Tirs au but 3 - 1 | Williams · Grant · Elijah · Levey | Arbitrage : Cynthia Clement Kenneth Tamale | Arbitrage : Cynthia Clement Kenneth Tamale |

### Finale (Jour 7)
| Match 34              | (29) Ghana | 1 - 3   | Afrique du Sud (16)                       |                                       |                                       |
| 23 janvier 2022 16h30 | Opoku 6e   | (1 - 2) | 15e Maddocks · 23e Paton · 55e Du Plessis | Arbitrage : Sandra Adell Binish Hayat | Arbitrage : Sandra Adell Binish Hayat |
| 23 janvier 2022 16h30 | Rapport    |         |                                           | Arbitrage : Sandra Adell Binish Hayat | Arbitrage : Sandra Adell Binish Hayat |

## Classement final
| Rang               | Équipe         | J | V | N | D | BP | BC | Diff | Pts | Qualification       |
| ------------------ | -------------- | - | - | - | - | -- | -- | ---- | --- | ------------------- |
| Médaille d'or      | Afrique du Sud | 5 | 5 | 0 | 0 | 26 | 1  | +25  | 15  | Coupe du monde 2022 |
| Médaille d'argent  | Ghana          | 5 | 3 | 1 | 1 | 14 | 6  | +8   | 10  |                     |
| Médaille de bronze | Kenya          | 5 | 2 | 1 | 2 | 5  | 10 | -5   | 7   |                     |
| 4                  | Zimbabwe       | 5 | 1 | 2 | 2 | 7  | 6  | +1   | 5   |                     |
| 5                  | Nigeria        | 5 | 3 | 1 | 1 | 10 | 5  | +5   | 10  |                     |
| 6                  | Namibie        | 5 | 1 | 2 | 2 | 6  | 10 | -4   | 5   |                     |
| 7                  | Zambie         | 5 | 1 | 1 | 3 | 5  | 12 | -7   | 4   |                     |
| 8                  | Ouganda        | 5 | 0 | 0 | 5 | 1  | 24 | -23  | 0   |                     |